# Gill (cráter)

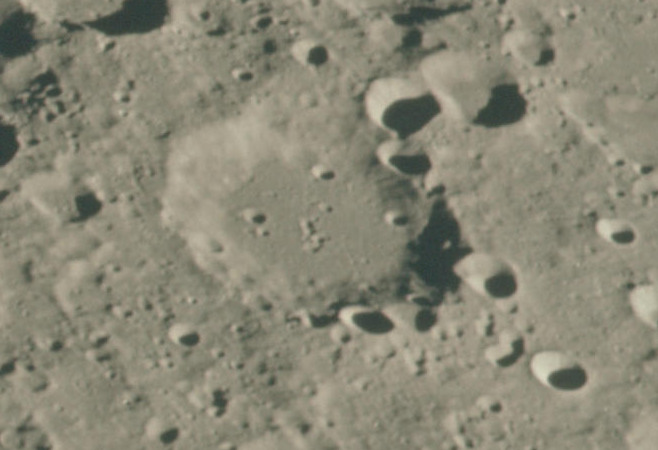
Fotografía de la misión Apolo 15

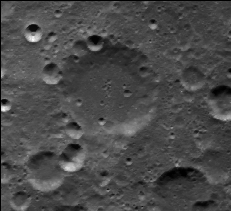
Fotografía de la misión Clementine (1994)

Gill es un cráter de impacto situado cerca de la extremidad sudeste de la Luna. Debido a su proximidad al límite lunar observable desde la Tierra, este cráter aparece en un pronunciado escorzo y puede llegar a quedar oculto a la vista debido a la libración. El cráter se encuentra al suroeste del irregular Mare Australe, y al sureste del cráter prominente Pontécoulant. Al sudoeste de Gill se halla el cráter Helmholtz.
Se trata de una formación antigua, erosionada y con un borde exterior que es desigual debido una historia de impactos sucesivos. Un par de pequeños cráteres unidos entre sí se encuentran en el borde norte. Gill A invade ligeramente el borde exterior occidental del cráter principal. El suelo interior es relativamente llano, y se caracteriza por mostrar las marcas de varios cráteres.
El 11 de junio de 2009, el orbitador lunar japonés SELENE se estrelló deliberadamente en la superficie de la Luna al sureste de Gill, junto al cráter satélite Gill D. El lugar del impacto se encontraba en las coordenadas selenográficas 63°30′S 80°24′E / -63.5, 80.4. El resplandor del impacto se observó con éxito desde el Mount Abu Observatory en Guru Shikhar, India, y por el Anglo-Australian Telescope.

## Cráteres satélite
Por convención estos elementos son identificados en los mapas lunares poniendo la letra en el lado del punto medio del cráter que está más cerca de Gill.
|      | \| Gill \| Coordenadas \| Diámetro \| \| ---- \| ------------------------------- \| -------- \| \| A \| 63°26′S 73°15′E / -63.43, 73.25 \| 13,6 km \| \| B \| 61°49′S 70°28′E / -61.82, 70.46 \| 30,1 km \| \| C \| 62°25′S 67°50′E / -62.42, 67.83 \| 32,6 km \| \| D \| 63°29′S 79°58′E / -63.49, 79.97 \| 16,0 km \| \| E \| 63°20′S 70°29′E / -63.33, 70.48 \| 14,0 km \| \| F \| 63°57′S 65°39′E / -63.95, 65.65 \| 24,6 km \| \| G \| 63°37′S 68°47′E / -63.62, 68.79 \| 35,3 km \| \| H \| 64°05′S 70°59′E / -64.08, 70.98 \| 8,6 km \| |          |
| Gill | Coordenadas | Diámetro |
| A    | 63°26′S 73°15′E / -63.43, 73.25 | 13,6 km  |
| B    | 61°49′S 70°28′E / -61.82, 70.46 | 30,1 km  |
| C    | 62°25′S 67°50′E / -62.42, 67.83 | 32,6 km  |
| D    | 63°29′S 79°58′E / -63.49, 79.97 | 16,0 km  |
| E    | 63°20′S 70°29′E / -63.33, 70.48 | 14,0 km  |
| F    | 63°57′S 65°39′E / -63.95, 65.65 | 24,6 km  |
| G    | 63°37′S 68°47′E / -63.62, 68.79 | 35,3 km  |
| H    | 64°05′S 70°59′E / -64.08, 70.98 | 8,6 km   |